# Bóveda de crucería

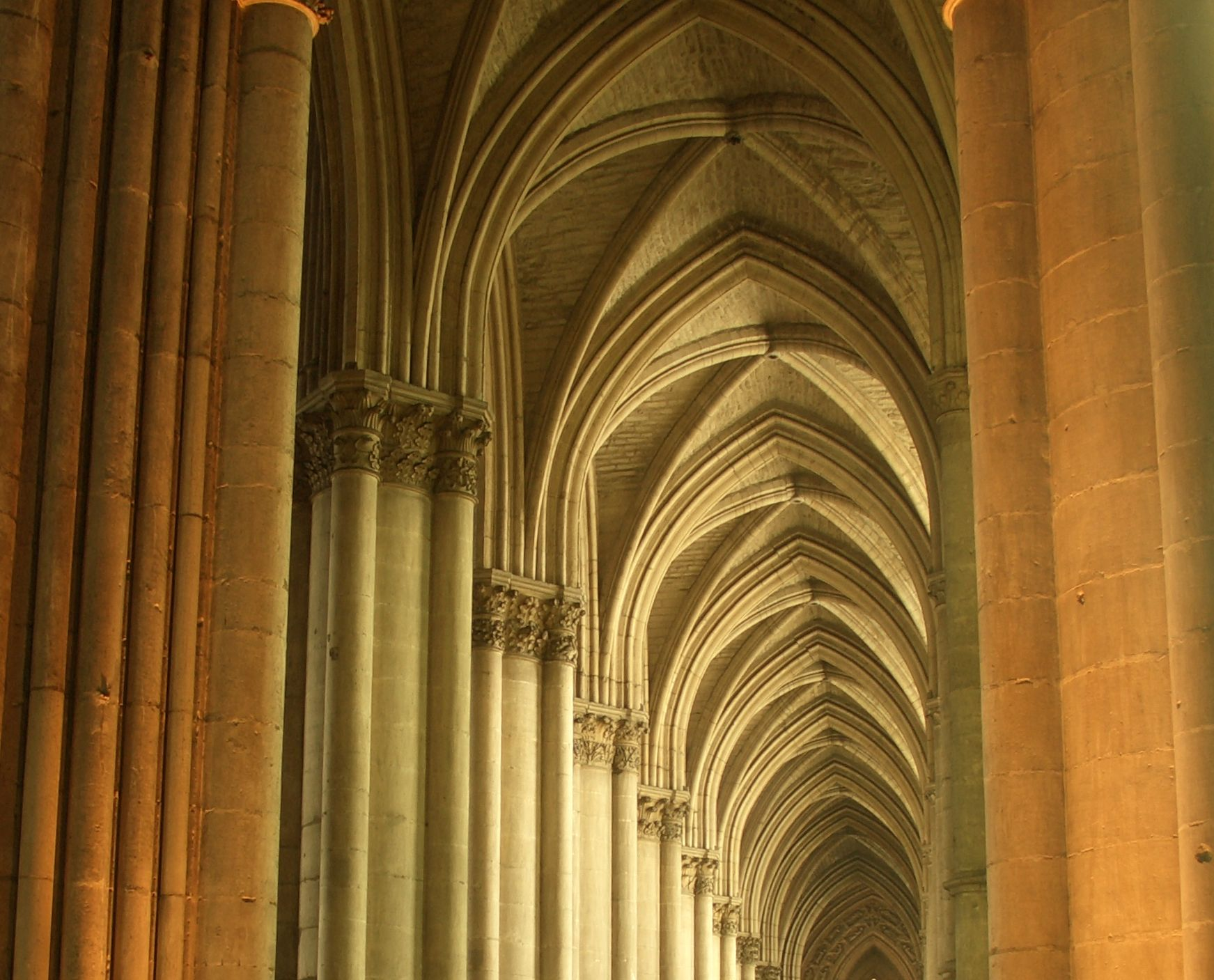
Bóvedas de crucería de la catedral de Reims

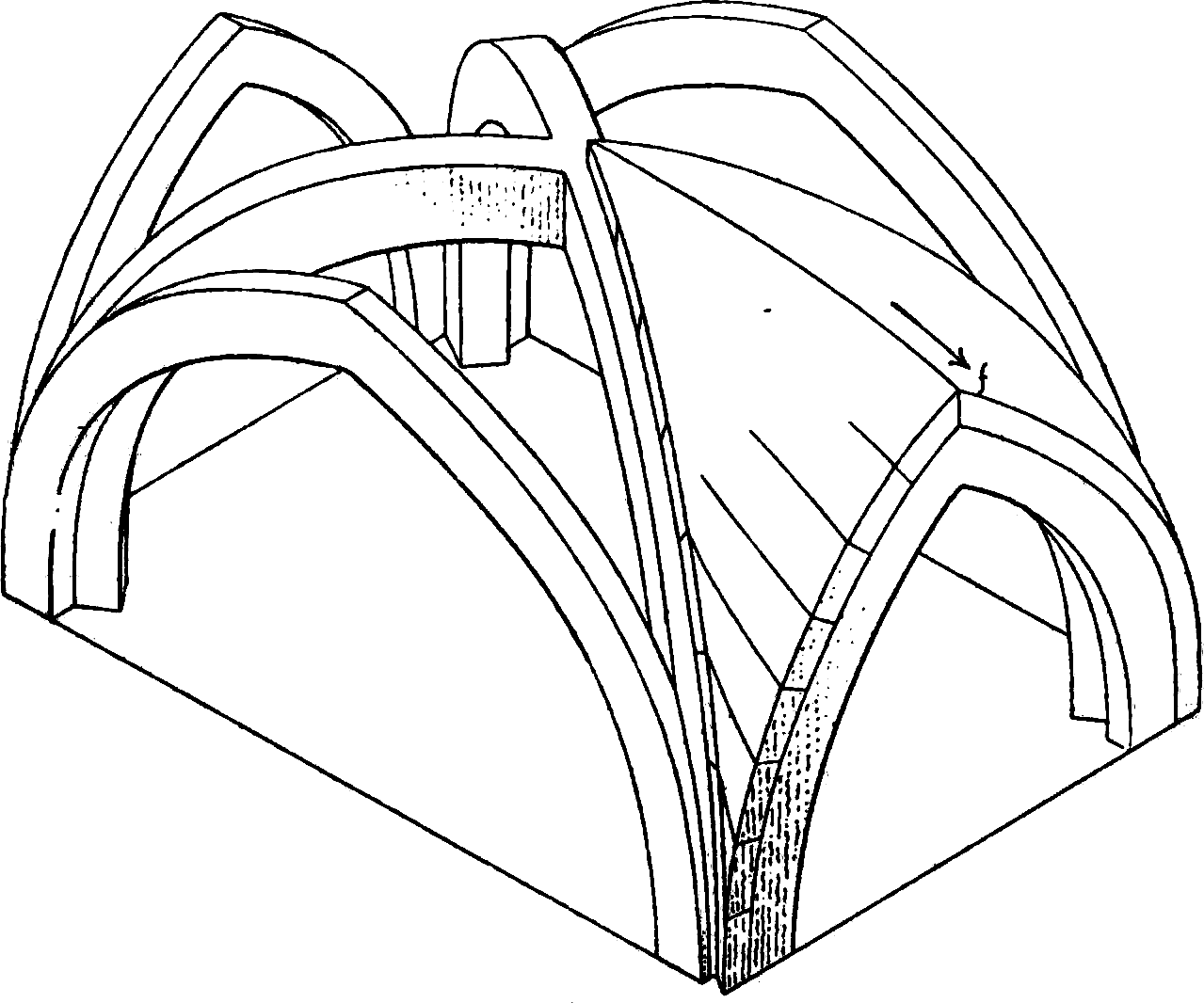

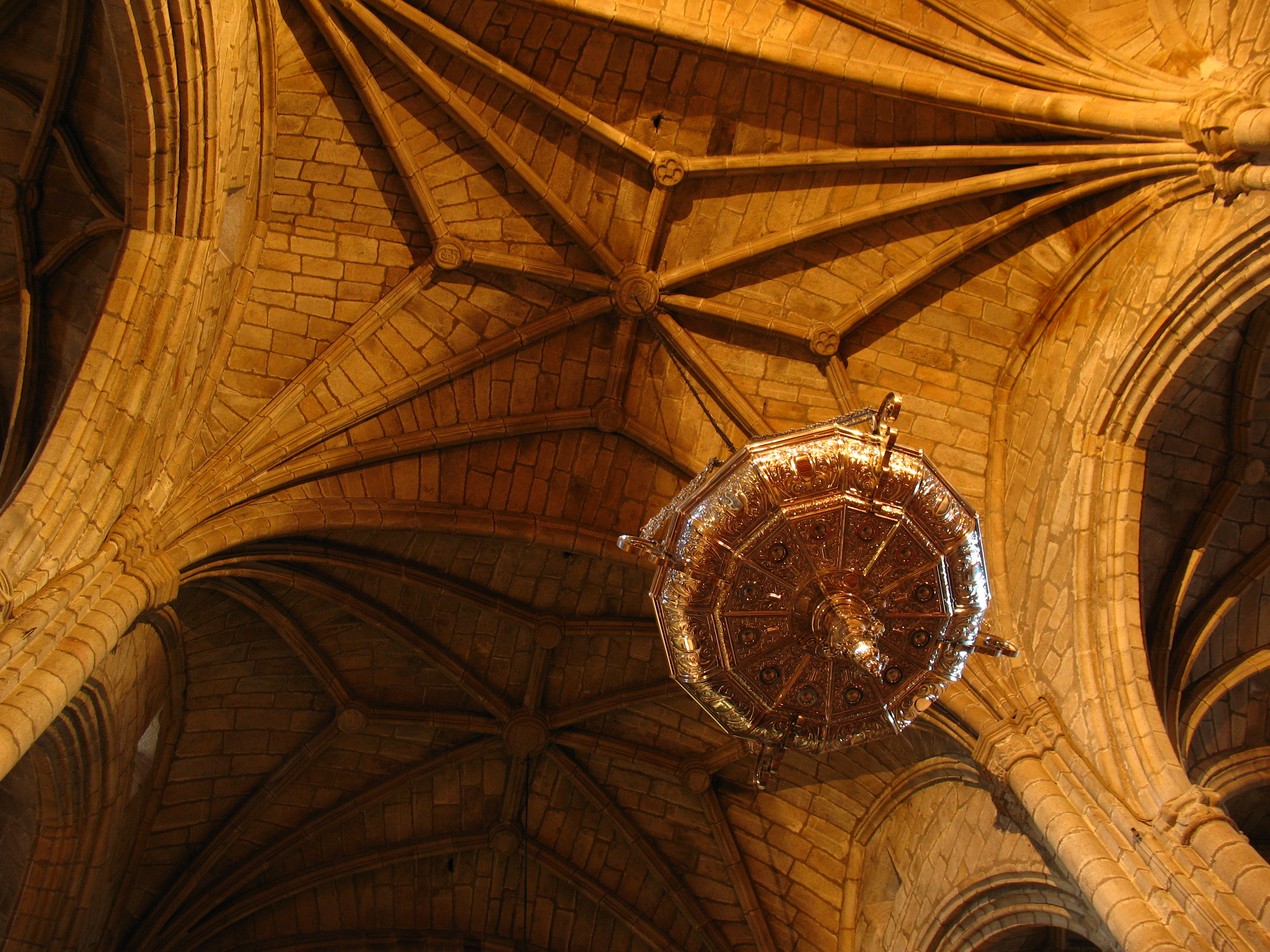
Bóveda de terceletes de la concatedral de Santa María de Cáceres

La bóveda de crucería, también llamada bóveda nervada, es un tipo de bóveda característica de la arquitectura gótica. En su versión más sencilla, de los cuatro pilares situados en las esquinas de una planta cuadrada parten dos arcos diagonales, habitualmente de medio punto, que se cruzan en su clave, y cuatro arcos apuntados, también llamados ojivales, que conforman sus laterales. Los paños que cierran los espacios entre los arcos diagonales y los laterales se conocen como plementería.
Los arcos laterales apuntados suelen estar compuestos por dos arcos de circunferencia del mismo radio que los arcos diagonales, lo que facilita el cimbrado y la construcción del conjunto. De este modo, trazando los arcos diagonales y los laterales con centro a la misma altura, resulta que la clave de los arcos diagonales se encuentra ligeramente más elevada que las de los arcos laterales, y la plementería adopta la forma de casquetes de doble curvatura, lo que le confiere una gran resistencia con un mínimo espesor.
Las bóvedas de crucería de más complejidad pueden ser de planta no cuadrada y apoyarse en más de cuatro pilares, y los nervios y las claves se pueden multiplicar, formando dibujos, a veces muy intrincados, que dividen la plementería.
Los arcos laterales se denominan arcos perpiaños o arcos fajones cuando son transversales al eje principal de la nave, y arcos formeros, cuando son paralelos a dicho eje.
La bóveda de crucería se considera uno de los tres elementos distintivos de la arquitectura gótica, junto con el arco apuntado y el arbotante.

## Historia

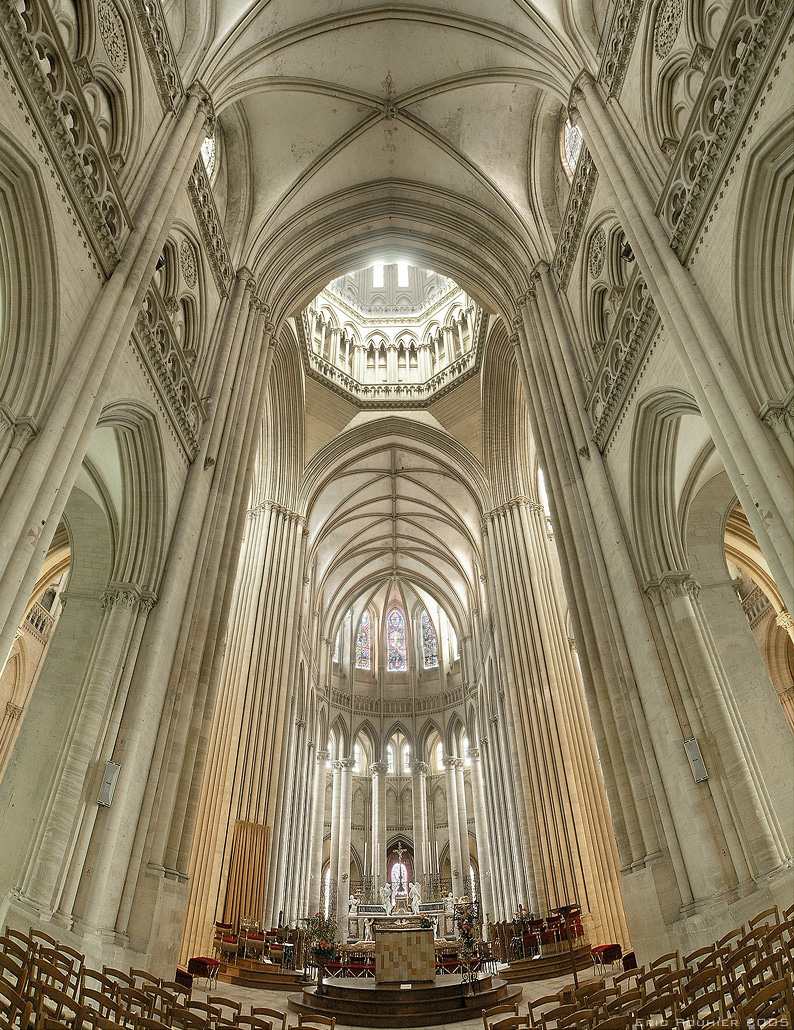
Bóveda de crucería gótica de la catedral de Coutances, Francia

Los romanos utilizaron una versión temprana de la bóveda nervada para fortalecer las bóvedas de crucería. En estas bóvedas romanas, los nervios de ladrillo estaban empotrados en el hormigón de la bóveda. Esto era diferente de las bóvedas góticas posteriores, donde las nervaduras estaban separadas del relleno de los paneles, lo que le daba flexibilidad a las bóvedas góticas y, por lo tanto, mayor resistencia. Los romanos también usaron estas nervaduras incrustadas ocultas dentro de la estructura para fortalecer la superficie de hormigón de las cúpulas, como el Panteón.
Parece, sin embargo, que la bóveda de crucería gótica evolucionó a partir de la bóveda de arista ya utilizada en el románico. Los antecedentes más directos de las bóvedas de crucería del gótico se encuentran en construcciones tardorrománicas de dos regiones alejadas entre sí: Lombardía, por una parte, y Normandía-Inglaterra por otra. 
En Lombardía, se utilizó en al menos cinco templos: San Ambrosio de Milán, San Nazaro de Milán, San Miguel de Pavía, San Sabino de Piacenza y Rivolta d'Adda. Las fechas no son precisas, pero se cree que todas estas obras se realizaron entre 1100 y 1130.
En Inglaterra, uno de los primeros ejemplos de su uso se encuentra en la Catedral de Durham  aunque estas bóvedas de crucería no tienen arcos formeros, y los perpiaños son arcos de medio punto. En Normandía su empleo se generalizó en la primera mitad del siglo XII, aunque los sistemas de soporte seguían siendo los propios del románico.
La difusión de este tipo de bóveda se produjo sobre todo a partir de mediados del siglo XII. 
Aunque hay distintos tipos de bóvedas de crucería, la más utilizada en el periodo clásico del gótico fue la cuatripartita, en edificios tan singulares como las Catedrales de Chartres, Reims o Amiens.

## Sistema constructivo

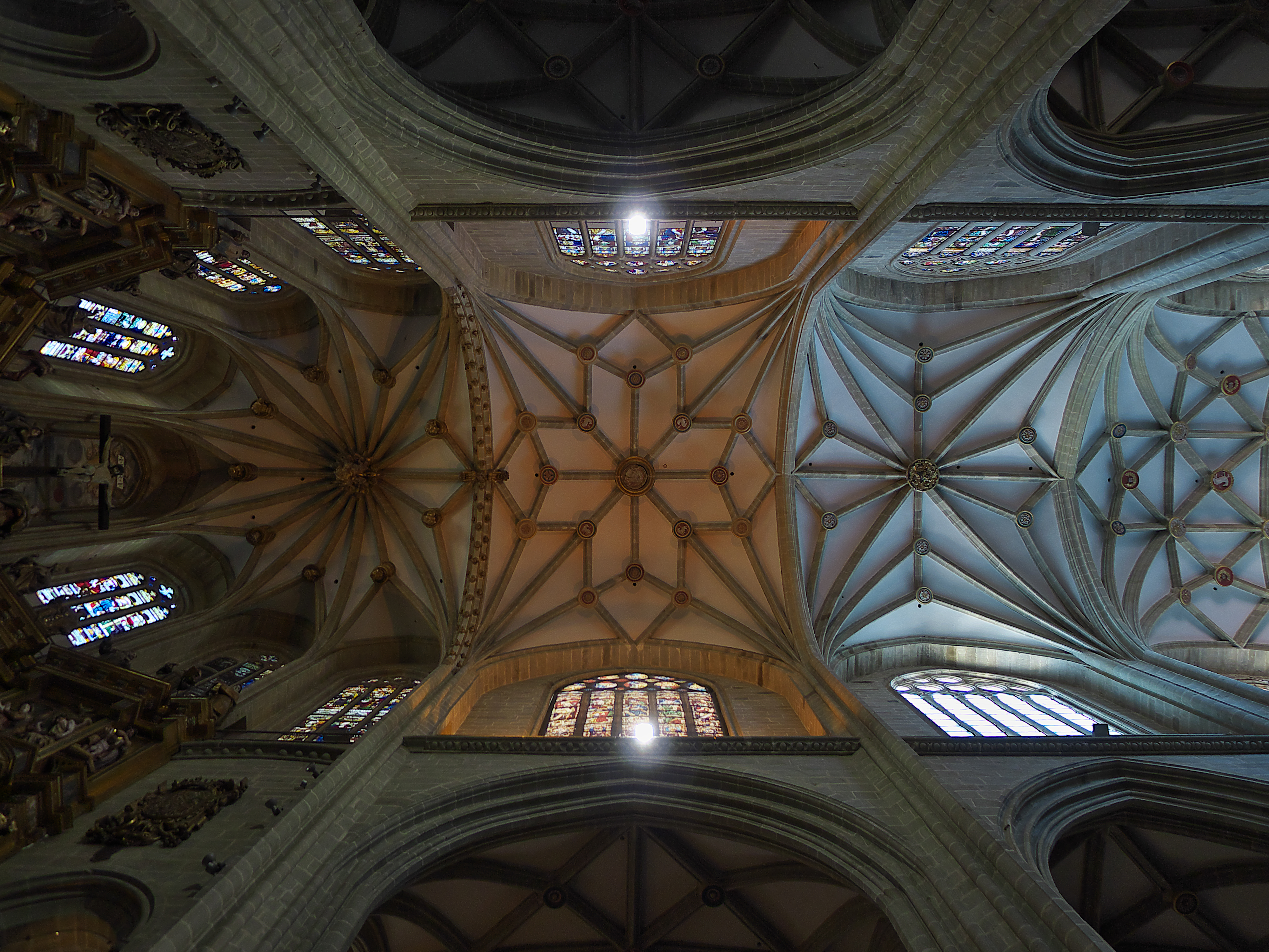
Catedral de Astorga

La necesidad de crear amplios espacios cubiertos motivó hallar un sistema constructivo que, manteniendo, e incluso reduciendo el grosor de muros y contrafuertes, consiguiera ampliar este volumen interior: es la arquitectura gótica, que permitió aligerar el peso de las cubiertas mediante el equilibrio de las fuerzas verticales y horizontales para que se contrarresten entre sí. El peso de la bóveda se transmitirá a los cimientos a través de los pilares, interviniendo apenas los muros que solo servirán de cerramiento del espacio arquitectónico.
El uso del arco ojival reduce los empujes laterales, pues es más vertical que el de medio punto. Este arco genera un nuevo tipo de bóveda, la de ojiva o crucería, que ya se había utilizado en la arquitectura normanda, configurada mediante el cruce de dos arcos formeros, llamados nervios, que transmiten el peso de la bóveda y sus plementos a cuatro pilares; Así, entre pilares, el muro apenas soporta peso y puede ser sustituido por luminosos ventanales vidriados. 
El edificio gótico se asemeja a un "esqueleto" recubierto de una piel "inmaterial", las vidrieras, que permiten inundar el interior de luz. Los planteamientos de la arquitectura románica, con sus gruesos y pesados muros, habían quedado obsoletos.
Con respecto a la bóveda de cañón, predominante en la arquitectura románica, la principal ventaja de la de crucería es que transmite el peso solo a los pilares. Estos se refuerzan con contrafuertes (ya utilizados en el románico), o con arbotantes, otro elemento característico del gótico. Los muros ya no necesitan ser tan gruesos como en el románico, y pueden ser fácilmente perforados con grandes vanos. De este modo se podía construir grandes edificios con economía de materiales, a la vez que se alcanzaban grandes luces y alturas.

## Variantes

### Bóveda cuatripartita o de crucería simple
La bóveda cuatripartita, o bóveda de crucería simple, es el diseño más sencillo de bóveda de crucería. Está formada por el cruce de dos arcos diagonales o cruceros, que dividen la plementería en cuatro segmentos: de ahí el nombre de cuatripartita. Existen diferentes tipos de bóveda de crucería simple. Una de las más utilizadas es la propuesta por Vicente Lampérez, quien distingue entre las escuelas francesa, aquitana, normanda y angevina, según la disposición de los arcos y de los plementos. La bóveda cuatripartita es la más común en la arquitectura gótica clásica, y resulta la más adecuada para cubrir tramos cuadrados o rectangulares.

### Bóveda sexpartita
La denominada bóveda sexpartita es similar al modelo anterior pero incrementándole un tercer nervio transversal, con lo que la plementería queda dividida en seis partes.
Los principales ejemplos se encuentran en la iglesia abacíal de San Esteban de la Abbaye-aux-Hommes y la Abbaye-aux-Dames de Caen, y en las catedrales de París, Bourges, Laon, Noyon, Senlis y Sens.

### Bóveda de terceletes

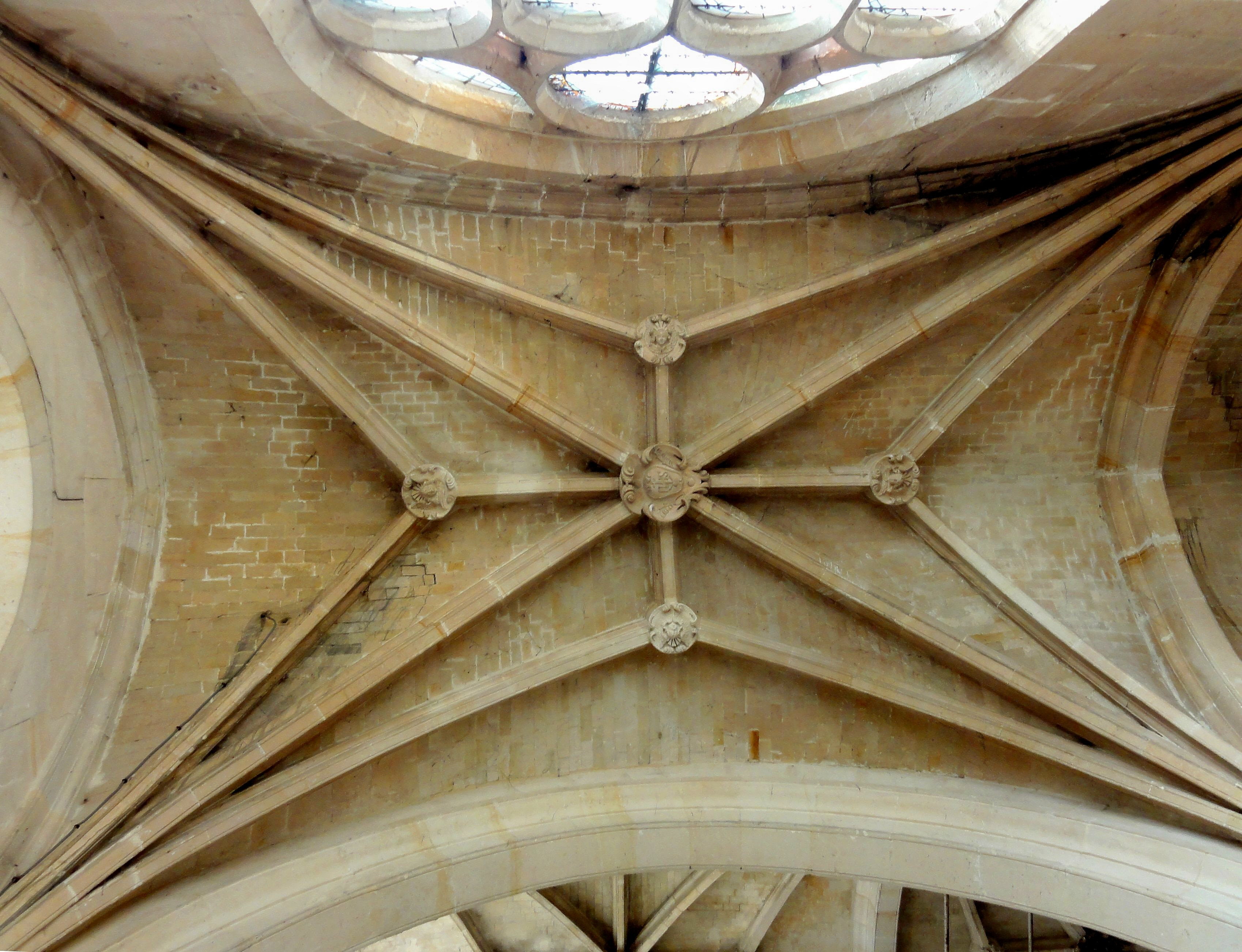
Bóveda de terceletes en la iglesia de la Nativité de la Vierge, de Mesnil-Aubry

La bóveda de terceletes añade a los nervios de la bóveda de crucería simple, cuatro nervios -llamados terceletes- que parten de los ángulos de apoyo como diagonales de cada uno de los cuatro tímpanos de la bóvedas encontrándose en unas claves secundarias.

### Bóveda de ligadura o reticulada
En la bóveda de ligadura o bóveda reticulada  o reticular (en inglés llamada lierne vault, "bóveda de ligaduras"), los nervios forman una especie de retícula, y la bóveda carece de arcos perpiaños, por lo que no está marcada la división en tramos. Un ejemplo se puede encontrar en el Monasterio de Maulbronn (Alemania).

### Bóveda estrellada

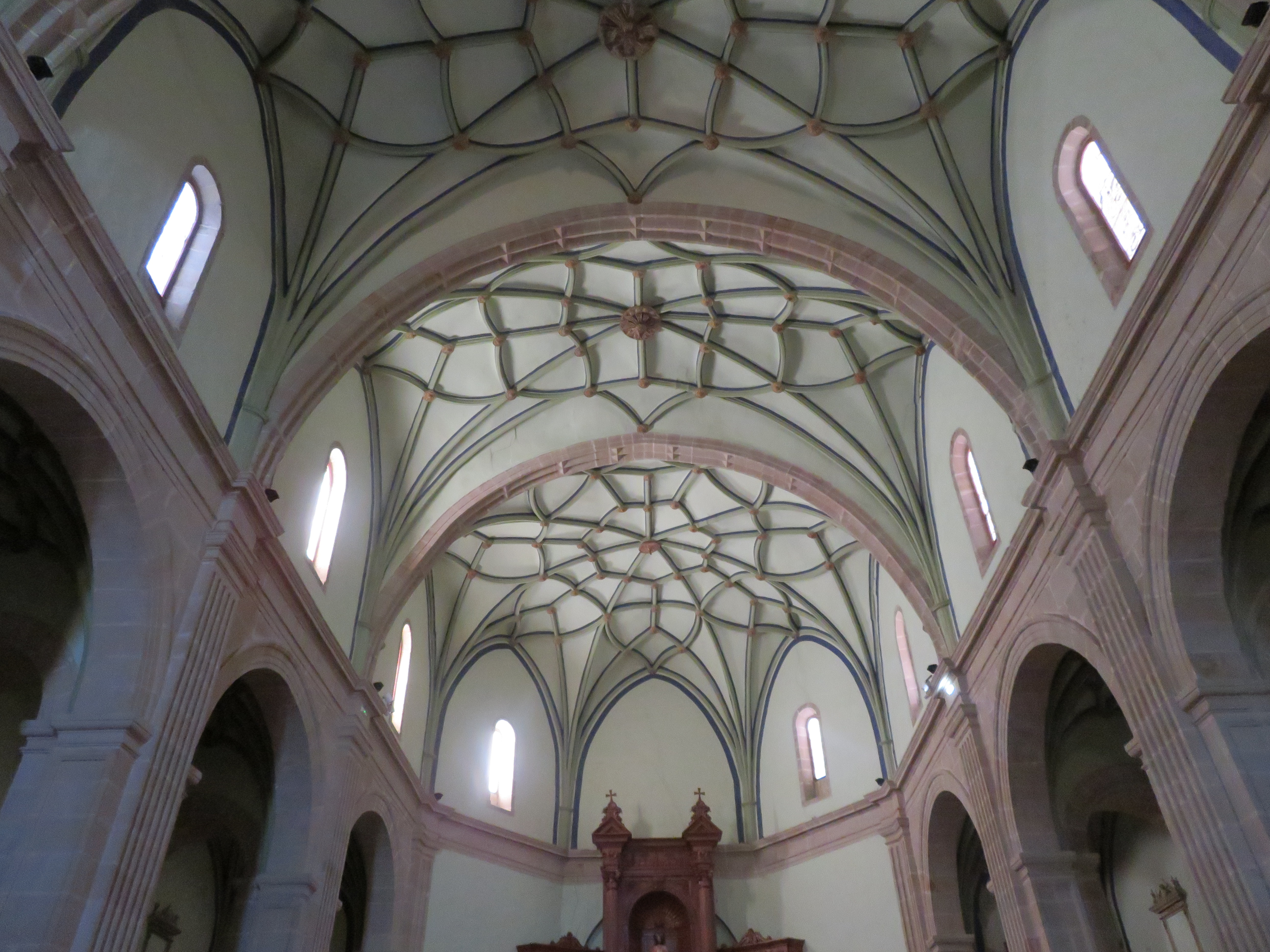
Bóveda de crucería estrellada de la Iglesia de San Simón y San Judas de Alcalá de la Selva (Teruel).

En la última fase del gótico, denominada gótico tardío, los arcos de la bóveda se multiplican  hasta constituir una trama espacial, que sirve  para cubrir espacios más amplios, con un mayor número de nervios de refuerzos que se entrelazan entre sí para una mejor transmisión de las cargas, que dan lugar a las denominadas bóvedas estrelladas, en las que aparecen nervaduras de trazado curvo en forma de lazos y ondas, que cumplen una doble misión por una parte la expresiva y artística y por otra parte constructiva, constituyendo a la vez una manifestación manieriesta de la evolución de estilo y un soporte constructivo eficaz. La más antigua bóveda estrellada es la del crucero de la Catedral de Amiens. En España se utilizó, por ejemplo, en la Catedral de Toledo o en la Catedral de Sevilla.

### Bóveda de abanico

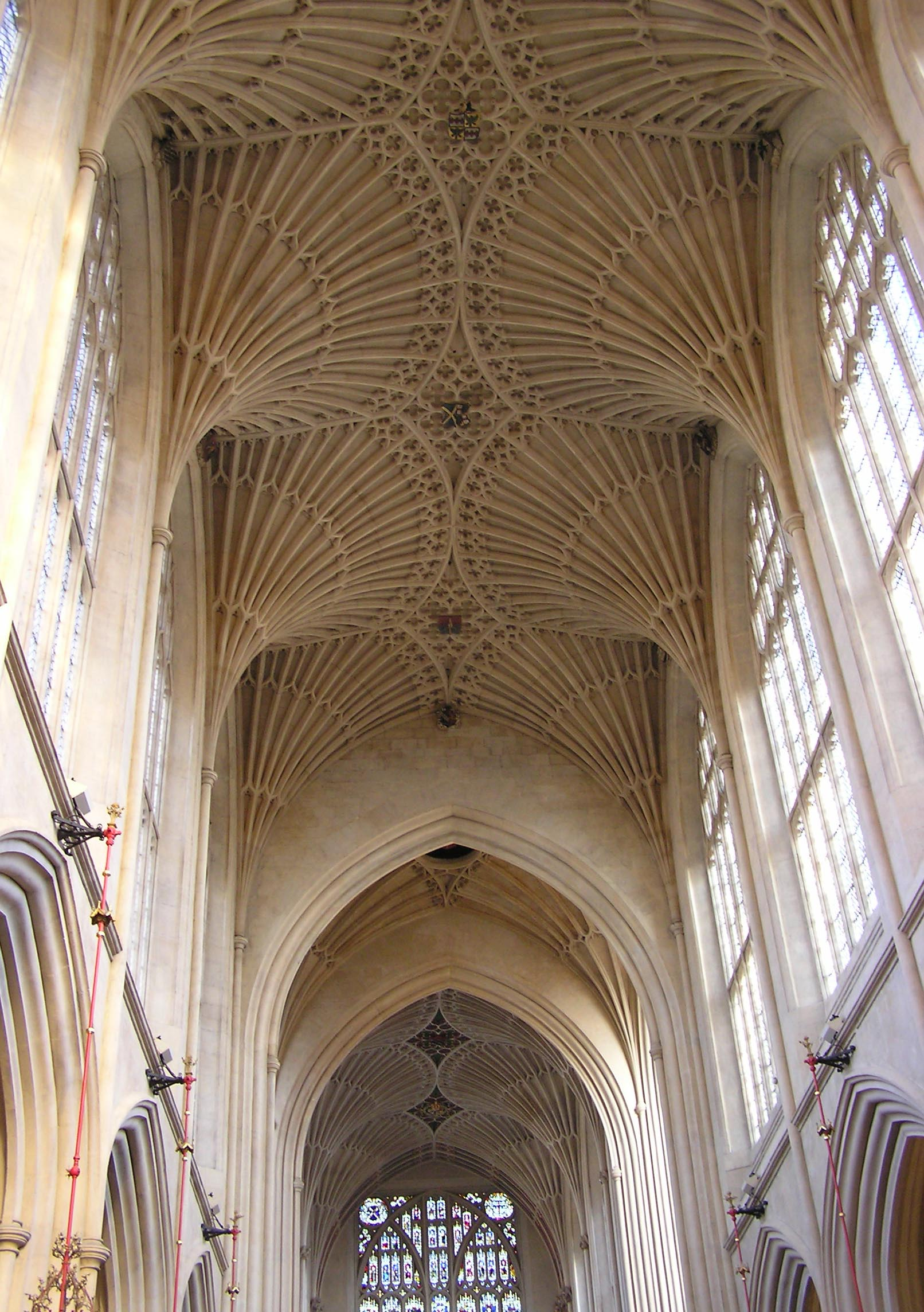
Bóvedas de abanico en la Abadía de Bath, Inglaterra

La bóveda de abanico, también llamada bóveda palmeada, que tiene los nervios en forma de abanico o palma, se utilizó en el gótico tardío, especialmente en Inglaterra (Gótico perpendicular, en el siglo XV).
- Abadía de Bath
- Catedral de Winchester
- La capilla del King’s College de Cambridge
- Catedral de Gloucester
- Catedral de Peterborough
- Henry VII Lady Chapel en la Abadía de Westminster